# Teddy Bear (álbum sencillo)
Teddy Bear es el cuarto álbum sencillo del grupo femenino surcoreano StayC. Fue lanzado el 14 de febrero de 2023 por High Up Entertainment y distribuido por Kakao Entertainment, y contiene su sencillo principal titulado «Teddy Bear» y la versión en coreano de su anterior sencillo «Poppy».

## Antecedentes y lanzamiento
El 18 de enero de 2023, el sello discográfico surcoreano High Up Entertainment anunció que StayC lanzaría un nuevo trabajo musical en febrero de 2023. «El nuevo álbum, preparado con una agenda apretada, contiene obras maestras que superarán las canciones exitosas del pasado», señalaba el anuncio. Luego, el 30 de enero fueron publicados tres vídeos promocionales, además de un vídeo reacción de diversos niños y niñas escuchando el nuevo sencillo. Al día siguiente, se anunció de manera oficial a través de las redes sociales del grupo la publicación de su cuarto álbum sencillo bajo el título de Teddy Bear, ha ser lanzado el 14 de febrero de 2023.
El 3 de febrero de 2023 fue lanzada la versión coreana del sencillo «Poppy», canción previamente publicada el 16 de noviembre de 2022 como el sencillo debut en japonés del grupo.

## Lista de canciones
| CD / Descarga digital |                       |                                                           |                                   |            |          |  |
| N.º                   | Título                | Letras                                                    | Música                            | Arreglo    | Duración |  |
| 1.                    | «Teddy Bear»          | Black Eyed Pilseung, Jeon goon                            | Black Eyed Pilseung, FLYT         | Rado, FLYT | 3:09     |  |
| 2.                    | «Poppy (korean ver.)» | Black Eyed Pilseung, 문서울 (MUMW), 문다은( MUMW), Co-sho | Black Eyed Pilseung, FLYT, will.b | Rado, FLYT | 2:58     |  |
| 6:07                  |                       |                                                           |                                   |            |          |  |

## Historial de lanzamiento
| País          | Fecha                 | Formato                         | Discográfica                               |
| ------------- | --------------------- | ------------------------------- | ------------------------------------------ |
| Corea del Sur | 14 de febrero de 2023 | CD, descarga digital, streaming | High Up Entertainment, Kakao Entertainment |